# Parque Biológico de Vinhais

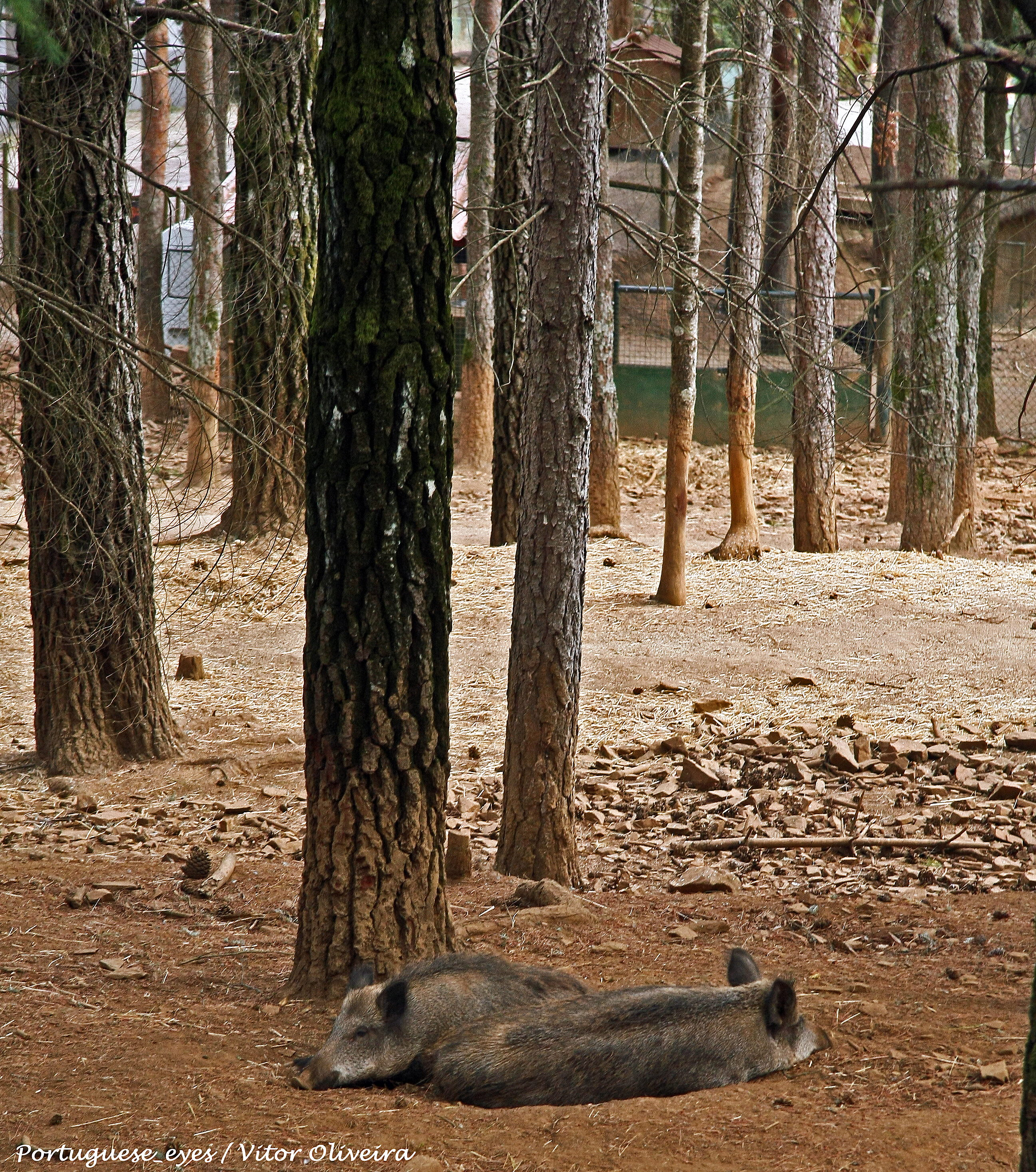
Parque Biológico de Vinhais - Portugal

O Parque Biológico de Vinhais é um espaço municipal de educação ambiental dedicada à fauna e flora do Parque Natural de Montesinho, localizada em Vinhais.
Fundado em 2008, este parque tornou-se uma atracção turística de Vinhais. Num percurso de 1 km pode-se conhecer 23 raças autóctones de animais, como o corso, veado, javali, águia, perdiz, burros e galinhas. São oferecidas atividades de turismo de natureza, com ou sem alojamento, destacando-se:
- passeios pedestres;
- atividades com cavalos ou burros;
- atividades de visualização e acompanhamento de animais selvagens;
- passeios de bicicleta;
- descoberta de patrimónil.

Possui um Centro Micológico dedicado aos cogumelos silvestres.

## Páginas externas
- Página oficial